# 聖ヨセフと幼子イエス (エル・グレコ、サンタ・クルス美術館)

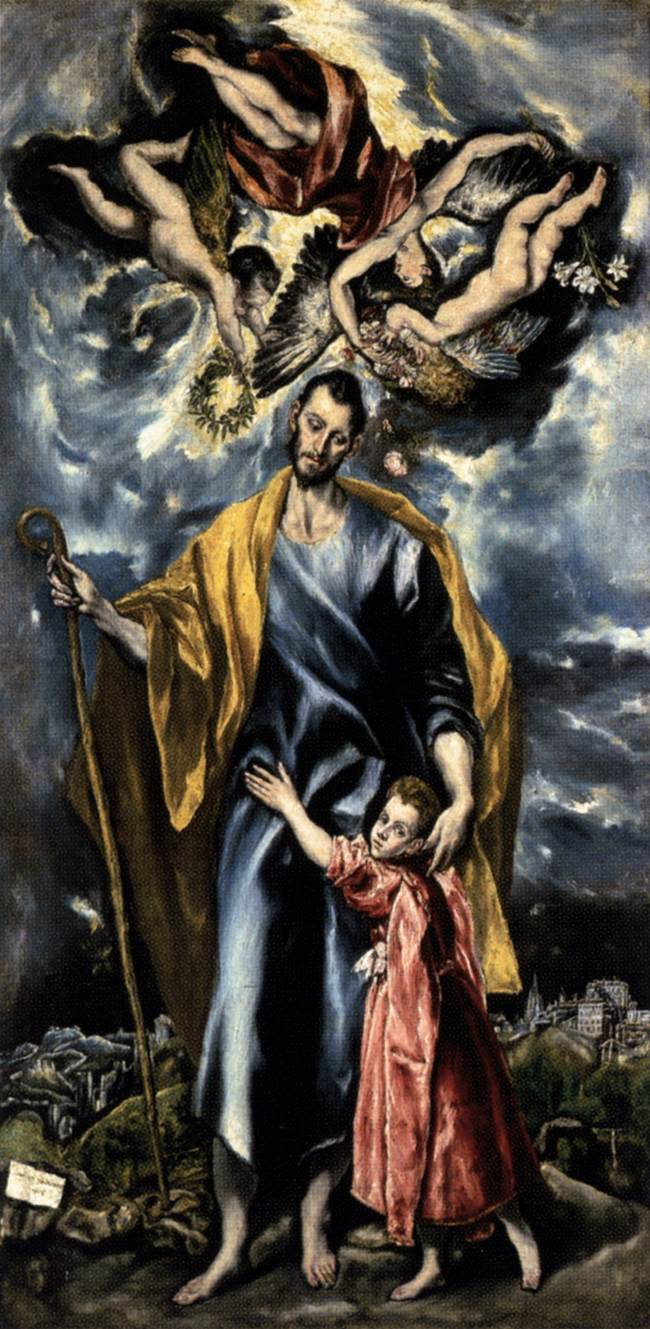
エル・グレコ『聖ヨセフと幼子イエス』 (1597-1599年)、289cm x 147cm、サン・ホセ礼拝堂 (トレド)

『聖ヨセフと幼子イエス』（せいヨセフとおさなごイエス、西: San José con el Niño Jesús、英: Saint Joseph and the Christ Child）は、クレタ島出身のマニエリスム期スペインの巨匠エル・グレコが晩年の1600年ごろ、キャンバス上に油彩で制作した絵画である。16世紀半ば以降主題として取り上げられるようになった「聖ヨセフと幼子イエス・キリスト」が描かれており、エル・グレコはこの図像の創始者の1人に数えられる。本作はトレドのサン・ホセ礼拝堂のためにエル・グレコが制作した同主題作の約3分の1のサイズであるが、構図と色彩はほぼ同じである。現在、トレドのサンタ・クルス美術館に所蔵されている。

## 主題
トリエント公会議における聖ヨセフの再評価に呼応して、16世紀半ば以降「聖ヨセフと幼子イエス」の主題が美術作品に登場するようになった。聖ヨセフは初期キリスト教時代には髭のない若者として描かれることもあったが、中世、ルネサンス時代を通じて主に「聖家族」の中の影の薄い老人として描かれていた。その彼が若く、逞しい人物として描かれるようになったのは、厳格でしかも活力に満ちた世界を打ち立てようとしたカトリック教会による公会議以降の対抗宗教改革の目的と一致したからである。スペインにおける対抗宗教改革の最大の推進者であったアビラのテレサは誰よりも強く聖ヨセフへの崇拝を主張した人物で、新たに設立した修道院にはすべて聖ヨセフの名をつけた。ヨセフの名を持つ聖人あるいは修道会が現れたのもこのころのことである。
1570年に出版されたヨハネス・モラヌスの『聖なる歴史』は、スペインにおける聖ヨセフ崇拝の思想に大きな影響を与えた。この著作の中で、モラヌスは「聖ヨセフは若くて力強い男であり、幼児キリストにとっては聖母マリアと同じくらい重要性を持つ」と述べている。また、カスティーリャの司祭ヘロニモ・グラシアン・デ・ラ・マドレ・デ・ディオスは、その著書『栄光に満ちた聖ヨセフの偉大な卓越』の中で「聖ヨセフは老人ではない。というのは、彼は、その手仕事で彼女 (聖母マリア) の生活を支え、旅路と巡礼に付き添い、思慮のない審判から彼女を守るために選ばれたのだから。それ故彼女に夫はいなかったが息子だけがいたと言っても誰も理解できないだろう。もしヨセフが大高齢であったなら、このような条件は見させなかっただろう」と述べている。

## 作品
エル・グレコは、『聖家族』の中でも聖ヨセフを本作のように逞しく描いている。他の「聖家族」の作品ではヨセフを白髪の老人として描いたり、プラド美術館の『聖家族』のように初めは白髪の老人として描きながら、あとで逞しい姿に描きなおしたりしている場合もある。いずれにしても、エル・グレコが聖ヨセフの主題に関心を寄せていたことは間違いない。
縦に細長い画面の中央に、頭部が小さく描かれているために著しく長身に見える聖ヨセフと、その腰にしがみつく幼子イエスの姿が描かれている。上空には白百合や月桂冠を手にした天使が舞っており、ヨセフに月桂冠を授けようとしている。ヨセフは髭を生やし、長い杖を持っているものの、比較的若々しい容貌を見せ、わが子を守ろうとする慈愛に溢れた父親として表されている。ヨセフは青い衣の上に黄色のマントを羽織り、幼子イエスはワインレッドの服を着ているが、これらの色彩は1590年代後半ごろのエル・グレコの作品に共通して見られる。
背景には、左右に低くトレドの町が遠望され、左にはタホ川に架かるアルカンタラの橋、右にはトレド大聖堂の塔とアルカサル (王宮) が描かれており、左右の光景を合わせるとメトロポリタン美術館にある『トレド風景』とほぼ同じ構図になる。サイズから見ても、『トレド風景』を左右に二分すればサン・ホセ礼拝堂の『聖ヨセフと幼子イエス』の背景に収まる。
エル・グレコの研究者コッシオ (Cossio) は、サン・ホセ礼拝堂の同主題作の完成後にエル・グレコが本作を複製として制作したとみなした。一方、ウェゼー (Wethey) らは、サン・ホセ礼拝堂の作品の習作と考えている。習作説を支える最大の根拠は、1611年に画家フランシスコ・パチェーコが自身の著作『絵画芸術』で、エル・グレコのを訪ねた時に生涯に描いたすべての作品の「オリジナル」を持っていたことに驚いたと述べていることである。
なお、エル・グレコは「聖ヨセフと幼子イエス」の図像の創始者の1人に数えられるが、この図像はその後のスペインでは大いに好評を博し、17世紀にはバルトロメ・エステバン・ムリーリョを初め多くの画家や彫刻家が取り上げた。

## 関連作品

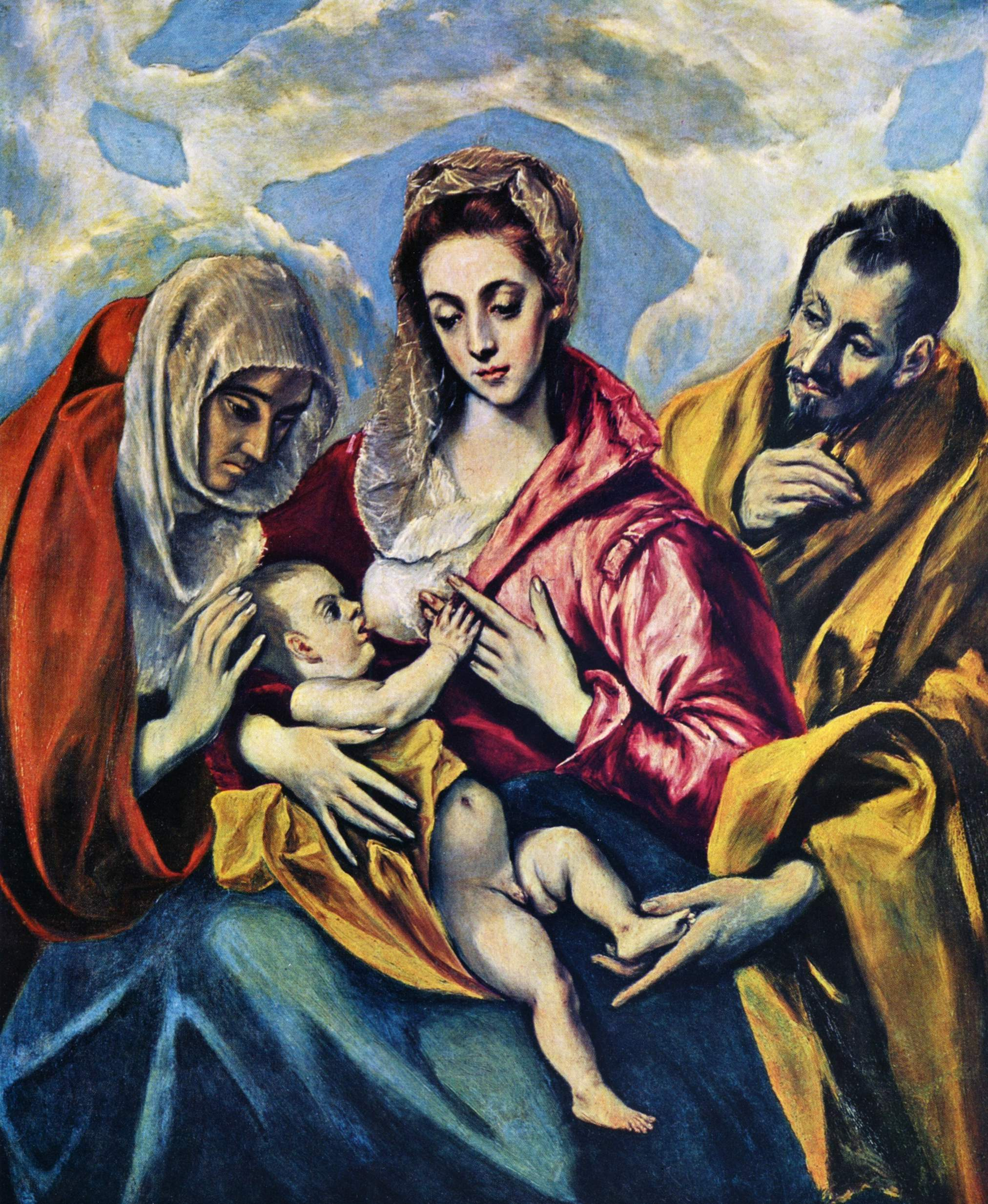
エル・グレコ『聖家族』 (1590-1596年ごろ)、タベーラ施療院 (トレド)
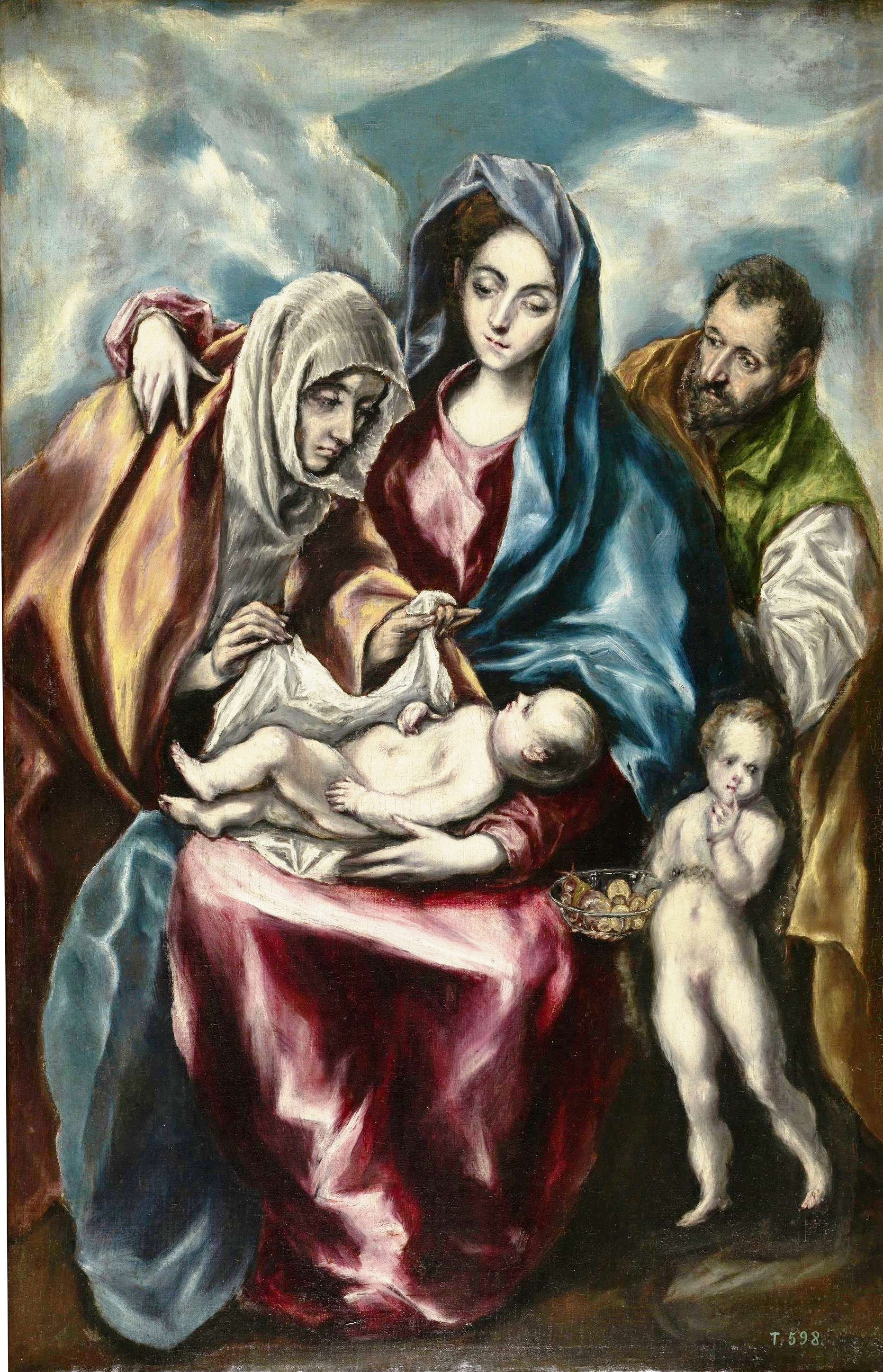
エル・グレコ『聖家族』 (1600年ごろ)、プラド美術館
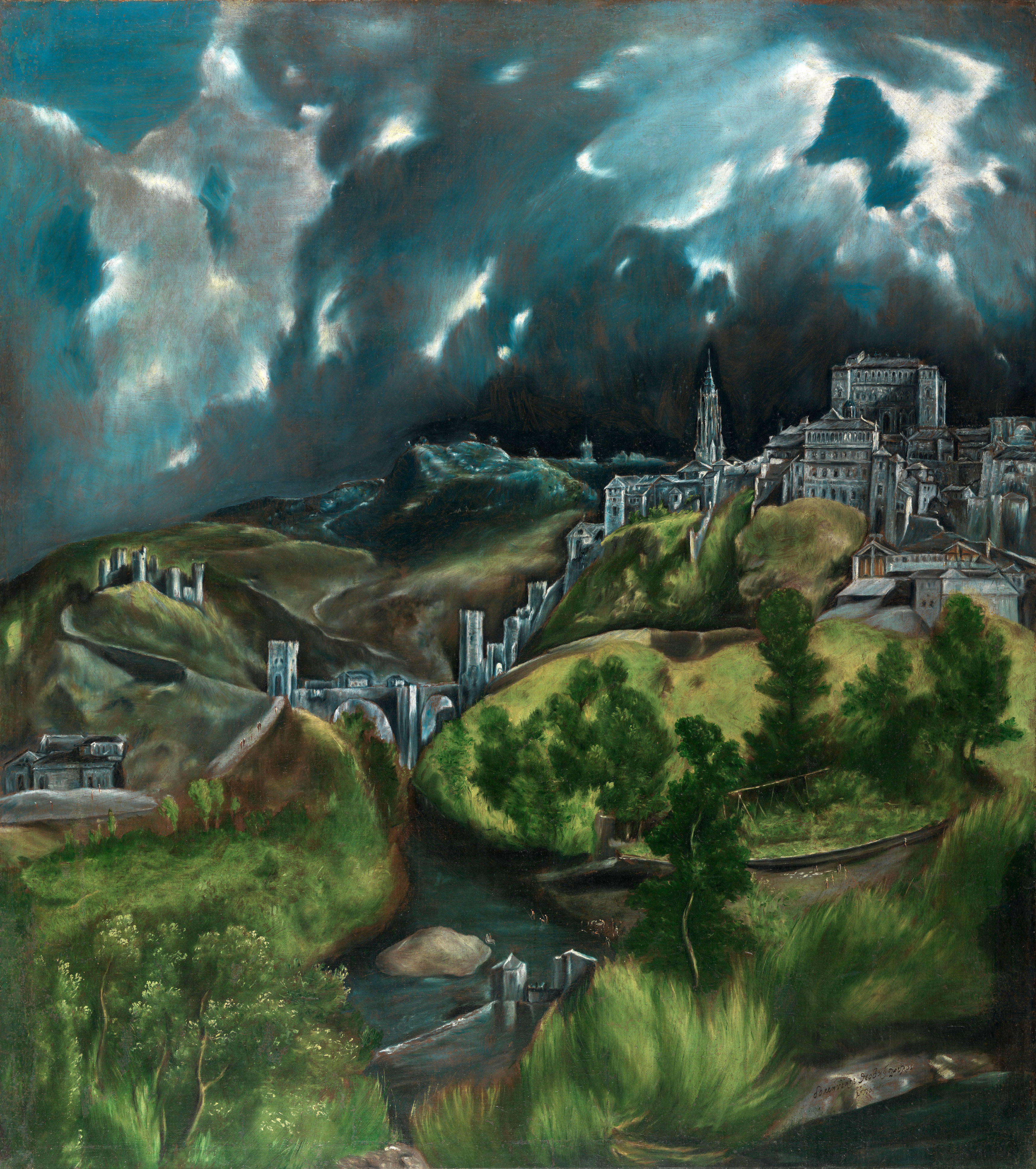
エル・グレコ『トレド風景』 (1597-1599年)、メトロポリタン美術館